# Gare de Nanterre-Université
Pour les articles homonymes, voir Gare de Nanterre et Gare de l'Université.
La gare de Nanterre-Université est une gare ferroviaire française de la ligne de Paris-Saint-Lazare à Saint-Germain-en-Laye, située dans la commune de Nanterre (département des Hauts-de-Seine). Elle tient son nom du fait qu'elle est située à côté du campus de l'université Paris-Nanterre.
La gare est desservie par les trains de la ligne A du RER parcourant la branche de Saint-Germain-en-Laye, ainsi que par les trains de la ligne L du réseau Transilien Paris Saint-Lazare sur la branche de Cergy-le-Haut.

## Situation ferroviaire
La gare de Nanterre-Université est située au point kilométrique (PK) 10,166 de l'ancienne ligne de Paris-Saint-Lazare à Saint-Germain-en-Laye. Elle s'appelait avant la création du RER « halte de La Folie ».
La gare est également à l'origine de la ligne de Nanterre-Université à Sartrouville, courte ligne qui permet aux Transilien L en direction de Cergy de rejoindre la ligne de Paris-Saint-Lazare au Havre, en empruntant le viaduc ferroviaire de Nanterre.

## Histoire
Une gare nommée La Folie se tenait près du camp d'aviation de La Folie, à Nanterre. À la suite d'un incident de tunnelier, cette gare ancienne est choisie pour l'emplacement de celle de Nanterre-Université. Il était en effet prévu à l'origine qu'une nouvelle gare RER serait construite à l'ouest de l'université (gare « P »), raccordée par une large courbe passant par le nord,. Le raccordement en courbe très serrée vers Nanterre-Université et la gare correspondante ne devaient être que temporaires. Finalement, le début de tunnel creusé ne servit qu'à garer des rames, avant le retrait de l'appareil de voie fixe.

## Fréquentation
Pour la SNCF (Transilien L), les chiffres sont les suivants :
| Année               | 2015      | 2016      | 2017      | 2018      | 2019      | 2020      | 2021      | 2022      | 2023      |
| ------------------- | --------- | --------- | --------- | --------- | --------- | --------- | --------- | --------- | --------- |
| Transilien L (SNCF) | 5 665 620 | 5 890 393 | 6 084 600 | 6 151 126 | 6 286 199 | 95 902    | 6 434 071 | 8 029 557 | 6 863 809 |
| RER A (RATP)        | 4 674 496 | 4 501 642 | 4 506 687 | 4 468 490 | 4 140 214 | 2 024 836 | 3 069 010 | ?         | ?         |

## Desserte
En 2010, la gare de Nanterre-Université est desservie à raison :
- sur la ligne A du RER, le matin par 12 à 18 trains par heure, aux heures creuses par un train toutes les 10 minutes, le soir par 12 trains par heure et en soirée par un train toutes les 15 minutes ;
- sur la ligne L du réseau Transilien Paris Saint-Lazare, aux heures creuses par un train environ toutes les 10 minutes, aux heures de pointe par 14 à 15 trains par heure, le week-end et jours fériés par 9 trains par heure et en soirée par un train toutes les 15 minutes.

Sur la ligne L, la gare joue le rôle de terminus pour certains trains.

## Plan de voies
|                             |  |  |  |  |  |  |  |                    |  | vers Cergy / Poissy / Rouen |  |  |  |  |  |  |  |  |  |  |                           |
|                             |  |  |  |  |  |  |  |                    |  |                             |  |  |  |  |  |  |  |  |  |  |                           |
|                             |  |  |  |  |  |  |  |                    |  |                             |  |  |  |  |  |  |  |  |  |  |                           |
|                             |  |  |  |  |  |  |  |                    |  |                             |  |  |  |  |  |  |  |  |  |  |                           |
|                             |  |  |  |  |  |  |  |                    |  |                             |  |  |  |  |  |  |  |  |  |  |                           |
|                             |  |  |  |  |  |  |  |                    |  |                             |  |  |  |  |  |  |  |  |  |  | Vers Paris - Saint-Lazare |
|                             |  |  |  |  |  |  |  |                    |  |                             |  |  |  |  |  |  |  |  |  |  |                           |
|                             |  |  |  |  |  |  |  |                    |  |                             |  |  |  |  |  |  |  |  |  |  |                           |
| Vers Saint-Germain- en-Laye |  |  |  |  |  |  |  |                    |  |                             |  |  |  |  |  |  |  |  |  |  |                           |
|                             |  |  |  |  |  |  |  |                    |  |                             |  |  |  |  |  |  |  |  |  |  |                           |
|                             |  |  |  |  |  |  |  |                    |  |                             |  |  |  |  |  |  |  |  |  |  |                           |
|                             |  |  |  |  |  |  |  |                    |  |                             |  |  |  |  |  |  |  |  |  |  |                           |
|                             |  |  |  |  |  |  |  |                    |  |                             |  |  |  |  |  |  |  |  |  |  |                           |
|                             |  |  |  |  |  |  |  |                    |  |                             |  |  |  |  |  |  |  |  |  |  |                           |
|                             |  |  |  |  |  |  |  |                    |  |                             |  |  |  |  |  |  |  |  |  |  |                           |
|                             |  |  |  |  |  |  |  |                    |  |                             |  |  |  |  |  |  |  |  |  |  |                           |
|                             |  |  |  |  |  |  |  |                    |  |                             |  |  |  |  |  |  |  |  |  |  |                           |
|                             |  |  |  |  |  |  |  |                    |  |                             |  |  |  |  |  |  |  |  |  |  |                           |
|                             |  |  |  |  |  |  |  |                    |  |                             |  |  |  |  |  |  |  |  |  |  |                           |
|                             |  |  |  |  |  |  |  |                    |  |                             |  |  |  |  |  |  |  |  |  |  |                           |
|                             |  |  |  |  |  |  |  |                    |  |                             |  |  |  |  |  |  |  |  |  |  |                           |
|                             |  |  |  |  |  |  |  |                    |  |                             |  |  |  |  |  |  |  |  |  |  |                           |
|                             |  |  |  |  |  |  |  |                    |  |                             |  |  |  |  |  |  |  |  |  |  |                           |
|                             |  |  |  |  |  |  |  | Vers Paris (RER A) |  |                             |  |  |  |  |  |  |  |  |  |  |                           |

## Pôle multimodal

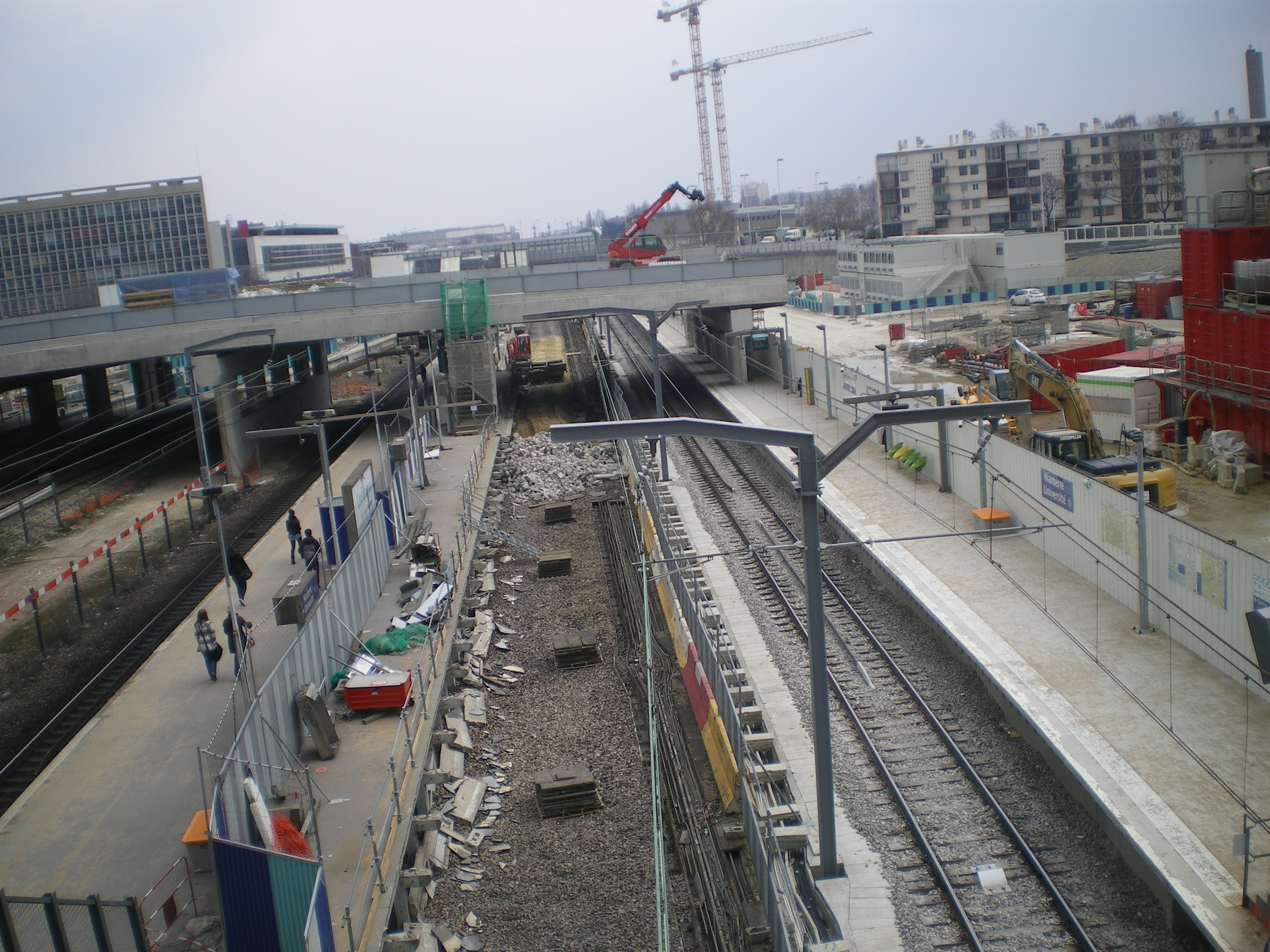
Chantier d'extension de la gare de Nanterre-Université.

La gare est réaménagée le 17 décembre 2015 (2014 était la première date fixée) sous la forme d'un pôle multimodal qui a vocation, à terme, à être desservi par la ligne de tramway T1. De plus, la ligne de bus RATP 304 dispose d'un arrêt devant la gare. Le parvis est construit à 8 mètres au-dessus des rails. Il a une largeur de 40 mètres et une longueur de 70 mètres ; avec ses 2 800 m2, il enjambe les voies ferrées depuis l'université vers le boulevard des Provinces-Françaises.
À un peu plus long terme, une gare secondaire est envisagée à proximité immédiate pour permettre l'arrêt des trains du RER A des branches de Cergy et de Poissy.

## Correspondances

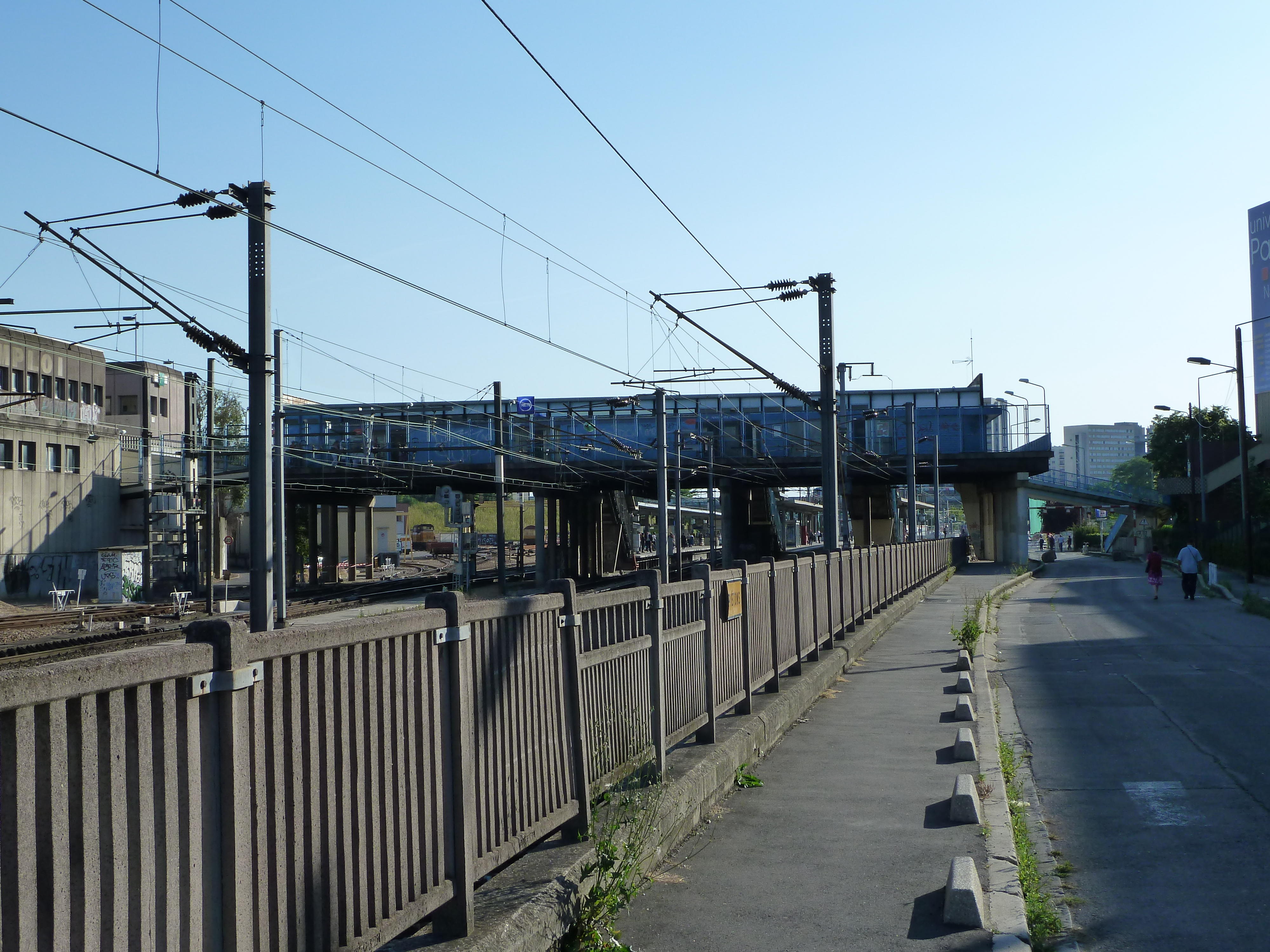
La gare en 2010, côté université.

La gare est desservie par les lignes 259, 276, 277, 304 et 367 du réseau de bus RATP ainsi que, la nuit, par la ligne N53 du réseau de bus Noctilien.